# أنكار يورغنسن
أنكار يورغنسن (بالدنماركية:Anker Jørgensen)‏ (13 يوليو 1922 - 20 مارس 2016) هو سياسي دنماركي ورئيس الوزراء سابق، شغل منصب رئيس وزراء الدنمارك مرتين المرة الأولى كانت ما بين أكتوبر من سنة 1972 إلى ديسمبر من سنة 1973 والمرة الثانية كانت ما بين فبراير من سنة 1975 إلى سبتمبر من سنة 1982.

## روابط خارجية
- أنكار يورغنسن على موقع IMDb (الإنجليزية)
- أنكار يورغنسن على موقع مونزينجر (الألمانية)
- أنكار يورغنسن على موقع ميوزك برينز (الإنجليزية)
- أنكار يورغنسن على موقع إن إن دي بي (الإنجليزية)
- أنكار يورغنسن على موقع ديسكوغز (الإنجليزية)
- أنكار يورغنسن على موقع قاعدة بيانات الفيلم (الإنجليزية)